# Gwiazda Ruchu Oporu w Azji Wschodniej
Gwiazda Ruchu Oporu w Azji Wschodniej (niderl. Verzetsster Oost-Azië) – holenderskie odznaczenie ustanowione dekretem królewskim z dnia 26 października 1948 roku przez królową Julianę w celu uhonorowania poddanych korony Niderlandów mieszkających w Holenderskich Indiach Wschodnich, którzy wykazali siłę woli, determinację oraz solidarność i w chwalebny sposób udzielili pomocy Holendrom, którzy zostali wzięci do niewoli lub internowani przez wroga podczas II wojny światowej oraz członków holenderskiego ruchu oporu w Azji Południowo-Wschodniej, którzy walczyli z japońskimi okupantami po upadku Holenderskich Indii Wschodnich. 
Wzór odznaczenia zaprojektował Frans Smits. Jest to brązowa sześcioramienna gwiazda z płonącym słońcem pośrodku i otaczającym je napisem DE GEEST OVERWINT („Duch zwycięża”) na awersie. Gwiazda jest przymocowana do fioletowej wstążki, która ma pośrodku dwa złote pasy. Kolor złotożółty jest symboliczny i nawiązuje do zwyczaju panującego w Azji Południowo-Wschodniej, aby zawijać cenny prezent w złocisty materiał. Na rewersie widnieje tekst MART 1942 – O.AZIE – AUGUST 1945 („Marzec 1942 – Azja Wschodnia – Sierpień 1945”).
W wyniku utraty archiwum Gwiazdy Ruchu Oporu w Azji Wschodniej wiele faktów historiograficznych na temat tego odznaczenia bezpowrotnie zaginęło. Wiadomo jedynie, że od 1948 roku gwiazda została nadana 471 razy. Obecnie nie jest już nadawana, ale wciąż zajmuje wysokie miejsce w holenderskim systemie odznaczeń, zaraz za Medalem Brązowego Lwa, a powyżej Brązowego Krzyża.